# أنغام (فلم)
أنغام  فيلم موسيقي استعراضي للمخرج هنري بركات عام 1986  وكتب القصة والسيناريو والحوار إبراهيم محمد علي. الفيلم من بطولة وليد توفيق، آثار الحكيم، محمود القلعاوي، راندا، هدى سلطان، وفريدة سيف النصر وتدور الأحداث حول المطربة السابقة المعتزلة التي تحاول منع ولدها عن شغفه بالموسيقى والغناء وتفشل بينما يتمادى الشاب ويهجر بيته.
صدر الفيلم إلى دور العرض المصرية في 17 نوفمبر 1986.
منح موقع قاعدة بيانات الأفلام على الإنترنت (IMDB) الفيلم درجة 3.4/ 10.
منح موقع قاعدة بيانات الأفلام العربية «السينما.كوم» الفيلم درجة 4.8/ 10.

## طاقم التمثيل
- وليد توفيق: في دور مجدي مراد محمود
- آثار الحكيم: في دور دينا (زميلة مجدي وحبيبته)
- محمود القلعاوي: في دور يوسف الشرقاوي (زميل وصديق مجدي)
- هدى سلطان: في دور نجوى (والدة مجدي)
- فريدة سيف النصر: في دور الراقصة طماطم
- راندا: في دور إيمان (زميلة دينا)
- سلامة إلياس: في دور والد دينا
- سامية محسن: في دور صديقة نجوى
- رشوان مصطفى: في دور الدكتور أستاذ الجراحة
- زياد مكوك:[10] في دور مدير معهد النبراوي للموسيقى
- عدوي غيث: في دور أستاذ نجوى السابق
- أحلام شلبي: في دور مذيعة التلفزيون
- بالاشتراك مع: وسيلة حسين - محمد سالم زعزع (الطفل محمد)[11][12]

## أغاني الفيلم
الغناء: وليد توفيق
إمتى الوصال: خالد عرنوس
وحلويتي يا دنيا: سمير الطاير - حلمي بكر
إحنا الطيبين: بليغ حمدي
صباح الفل: حلمي بكر - سمير الطاير
آه يا وعدي: خالد عرنوس - عزت الجندي
الحلو واحشني: وليد توفيق - شرفي جاد
بيني وبينك خصومة: عبد الهادي بلخياط - ميشال طعمة 

## أحداث الفيلم
تعتزل المطربة الشهيرة نجوى (هدى سلطان) وهي في قمة تألقها، بعد أن تزوجت من الدكتور مراد محمود، وأنجبت إبنها مجدي، الذي كان يحلم والده بأن يرثه في مجال الطب، فلما توفي الدكتور مراد، قررت نجوى أن تكرس حياتها لتربية ولدها لكي تحقق أمل والده الراحل فيه. يشب مجدي (وليد توفيق) ويلتحق بكلية الطب، ويصل للسنة النهائية، وتحاول الأم جاهدة مساعدة مجدي ليتفرغ لدراسة الطب، ويبتعد تماما عن الفن، فهي لا تترك له فرصة ليبتعد عن عينيها، حتى أنها تنتظره بسيارتها بعد نهاية محاضراته، لتعود به إلى المنزل. كان مجدي يهوى الغناء متأثرا بأمه، والتحق سرا بمعهد النبراوي للدراسات الحرة للموسيقى. كان يهرب من الكلية يوميا ليتلقى دروسه، دون ان يعلم أحد بالمعهد، أنه ابن المطربة الشهيرة نجوى. تنشأ علاقة حب بينه وبين زميلته بالكلية دينا (آثار الحكيم) التي لاحظت هي وصديقتها إيمان (راندا)، أن مجدي يتسرب يوميا من الكلية، ويعود قبل حضور والدته، فاقتفت أثره وشاهدته بالمعهد، واكتشفت أن صوته جميل، فشجعته على الغناء. تصطحب دينا حبيبها مجدي لمقابلة لوالدها (سلامه إلياس) الذي رحب به، كما اشركته في الرحلة التي نظمتها الكلية للإسكندرية واصطحب معه صديقه وزميله يوسف الشرقاوي (محمود القلعاوي) الذي يعمل ليلاً مع فرقة عوالم كطبال. لاحظت نجوى في صور الرحلة أن دينا ترافقه دائما، فلما سألته عنها، اخبرها أنه يحبها ومتفق معها على الزواج، فرفضت بشدة، لأنها تطمع أن يكمل دراسته بالخارج بعد تخرجه، ليتسلم العيادة التي تركها له والده. ذهبت نجوى للكلية وقابلت دينا، وطلبت منها أن تبتعد عن ابنها، ولكن دينا أقامت حفلا غنائيا بالكلية، وتمكنت من إقناع مجدى بالغناء فيه، والذى وافق بعد تردد، وأرسل دعوة لوالدته للإستماع إليه، لعلها تقتنع بموهبته، وكانت الدعوة صدمة شديدة لنجوى التي رأت انهيار حلمها، فذهبت إلى الكلية وعنفت ابنها، ثم صفعته على وجهه أمام زملائه. ترك مجدي الكلية ولم يعد للبيت، بل لجأ لمنزل صديقه يوسف الشرقاوي، الذي يعيش بمفرده، وأقام لديه. أقدم مجدي على شرب الخمر لأول مرة في حياته، واكتشف أن صاحبة المنزل هي الراقصة طماطم (فريدة سيف النصر)، التي أعجبت بالدكتور مجدي، وأغرته جنسياً، والحقته بفرقتها لإحياء الأفراح، هو يغني وهي ترقص على أنغامه، وانتقل للعيش معها، وانقطع تماما عن الكلية وعن والدته، التي بحثت عنه في كل مكان، ولجأت إلى دينا، التي اشتركت معها في البحث، ولكن عندما وجد يوسف أن عشيقة طماطم قد انتقلت إلى مجدى، أبلغ دينا بمكانه لتحاول انقاذه، وذهبت إليه دينا وطلبت منه العودة، ولكن طماطم تدخلت واختار مجدي العيش مع طماطم. اضطرت دينا إلى اللجوء لوالدته لإنقاذه، ولكنه رفض تهديدات والدته، وأخبرها أن لطمة واحدة منها، ألقت به في أحضان الراقصة، فماذا تريد أن تفعل به أكثر من ذلك. لجأت نجوى لأستاذها القديم (عدوي غيث) الذي نصحها بأن تترك ولدها ليختار مستقبله بنفسه ويحقق ذاته حسب موهبته، وعادت نجوى للغناء بعد إنقطاع دام 20 عاما، وأرسلت إليه دعوة للإستماع لها، حيث ناشدت حبيبها للعودة إلى أحضانها مرة أخرى، فصعد مجدي على المسرح وغنى معها، وواصل دراسته الطبية بجانب هواية الغناء، وتزوج من حبيبته دينا.

## وصلات خارجية
- مقالات تستعمل روابط فنية بلا صلة مع ويكي بيانات
- أنغام على موقع الدهليز

https://www.youtube.com/watch?v=bWcYiNcZ3ZU أنغام (فيلم)
https://www.youtube.com/watch?v=ra1v5GvH_sA أنغام (فيلم)
https://www.youtube.com/watch?v=va69-EMLCkI أنغام (فيلم)
https://www.youtube.com/watch?v=IayN7GgddJM أنغام (فيلم)
https://www.youtube.com/watch?v=bf5Sod2_DDI أنغام (فيلم)
https://www.youtube.com/watch?v=eP2-xZ5t3rM أنغام (فيلم)